# Berceuse de Bonis
La Berceuse, op. 23, est une œuvre de Mel Bonis, composée en 1888.

## Composition
Mel Bonis compose sa Berceuse dans la version pour piano avant 1895, le manuscrit ne portant pas de date. Cette version a été publiée aux Éditions Alphonse Leduc en 1895. La version pour piano à quatre main a été composée en 1888. Cette version n'a cependant jamais été éditée. L'œuvre est dédiée à Jeanne Domange, fille de Mel Bonis et Albert Domange.

## Analyse
La Berceuse reprend la comptine pour enfant « Do-do l'enfant do ». Elle se rapproche donc de l'œuvre de Claude Debussy, qui avait pour habitude de reprendre des mélodies populaires dans ses œuvres. Il reprendra notamment la même comptine dans la deuxième pièce des Children's Corner : Jimbo's Lullaby.

## Discographie
- L'ange gardien, par Laurent Martin (piano), Ligia Digital LIDI 01033181-07, 2007 (OCLC 884450880)
- Femmes de légende, par Maria Stembolskaia (piano), Ligia Digital LIDI 0103214-10, 2010, (OCLC 718391726)
- Regards : œuvres choisies de Mel Bonis, par Cécile Chaminade, Clara Schumann, Marianna von Martinez - Didier Castell-Jacomin (piano), Continuo Classics/Integral classic INT 221.250, 2011 (OCLC 929671250)
- Myriam Barbaux-Cohen (piano) et Mel Bonis, Mémoires d'une femme, Ars Produktion, janvier 2022. (EAN 4260052383490)

## Sources
: document utilisé comme source pour la rédaction de cet article.
- Étienne Jardin, Mel Bonis (1858-1937) : parcours d'une compositrice de la Belle Époque, 2020 (ISBN 978-2-330-13313-9 et 2-330-13313-8, OCLC 1153996478, lire en ligne).
- (fr + de + en) Eberhard Mayer et Christine Géliot, Pièces pittoresques et poétiques, vol. A (1881-1895), Kassel, Furore Verlag, 2006, 52 p. (ISMN 9790500129196).